# Прапор Слободи (Черкаський район)

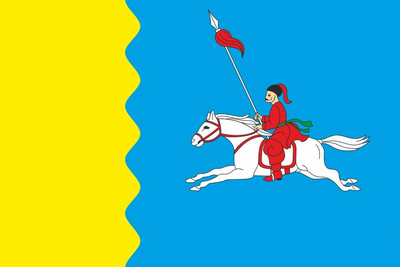
Прапор села Слобода

Пра́пор Слободи́ — один із символів села Слобода Черкаського району Черкаської області. Прапор прийнятий 24 квітня 2003 року рішенням 6-ї сесії Червонослобідської сільської ради № 6-23.

## Опис
Прямокутне полотнище розділене по вертикалі хвилеподібне жовтим і блакитним кольорами в пропорції 1 і 2. В блакитній більшій частині вершник у червоному жупані з зеленим паском, червоних шараварах і в сірій смушковій шапці з червоним шликом, що скаче на срібному коні з золотою зброєю. У правій руці вершник тримає срібний спис з червоним бунчуком. Співвідношення сторін полотнища 2:3 (ширина до довжини), висота вершника на коні становить 2/5 ширини полотнища.
Прапор склав геральдист Черкаського обласного геральдичного товариства Толкушин Олег Геннадійович, зобразив художник Олексеєнко Віктор Андрійович.